# 张三营镇
张三营镇，是中华人民共和国河北省承德市隆化县下辖的一个乡镇级行政单位。

## 行政区划
张三营镇下辖以下地区：
后街村、河东村、南台子村、南元子村、西南沟村、台沟村、前街村、西街村、宝山村、通事营村、麻子沟村、罗鼓营村、东风村、莲花山村、新丰村、大黑沟村、石洞子村、管家营村和双兴村。